# Bătălia de la Vertières
Bătălia de la Vertières (în creolă haitiană Batay Vètyè) a fost ultima bătălie majoră a Revoluției haitiene⁠(d) și ultima parte a Revoluției lui Jean-Jacques Dessalines. A fost purtată la 18 noiembrie 1803 între armata haitiană înrobită și forțele expediționare franceze ale lui Napoleon, care erau hotărâte să recâștige controlul asupra insulei.
Vertières este situat chiar la sud de Cap-Haïtien (cunoscut atunci sub numele de Cap-Français), în Département du Nord⁠(d), Haiti. Până la sfârșitul lunii octombrie 1803, forțele care luptau împotriva trupelor expediționare ocupaseră deja cea mai mare parte a teritoriului St. Domingue⁠(d). Singurele locuri controlate de forțele franceze au fost Môle St. Nicolas, deținut de Noailles, și Cap-Français, unde, cu 5.000 de soldați, generalul francez Rochambeau⁠(d) era la adăpost⁠(en)[traduceți].

## Context
În 1802, liderul revoluționar Toussaint Louverture a fost capturat de trupele lui Napoleon. De pe corabia care îl va duce în celula sa de închisoare și, în cele din urmă, la moarte, Louverture a spus: „Prin răsturnarea mea, nu ați făcut decât să tăiați trunchiul copacului libertății negrilor din St. Domingue. Acesta va răsări din rădăcini, pentru că acestea sunt numeroase și adânci”. După moartea lui L'Ouverture, Jean Jacques Dessalines a continuat lupta pentru libertate, conducând rezistența împotriva francezilor.